# Lohu
Koordinaten: 59° 8′ N, 24° 47′ O
Lohu (deutsch Loal) ist ein Dorf (estnisch küla) in der estnischen Landgemeinde Kohila (Koil) im Kreis Rapla.

## Beschreibung
Lohu hat 83 Einwohner (Stand 3. September 2008). Die Fläche beträgt 2,4 km².
Der Ort liegt drei Kilometer von Kohila entfernt am Oberlauf des Flusses Keila (Keila jõgi), an der Landstraße zwischen Tallinn und Rapla. Das Dorf wurde erstmals im Jahr 1216 als villa magna Lone urkundlich erwähnt.

## Festung Lohu

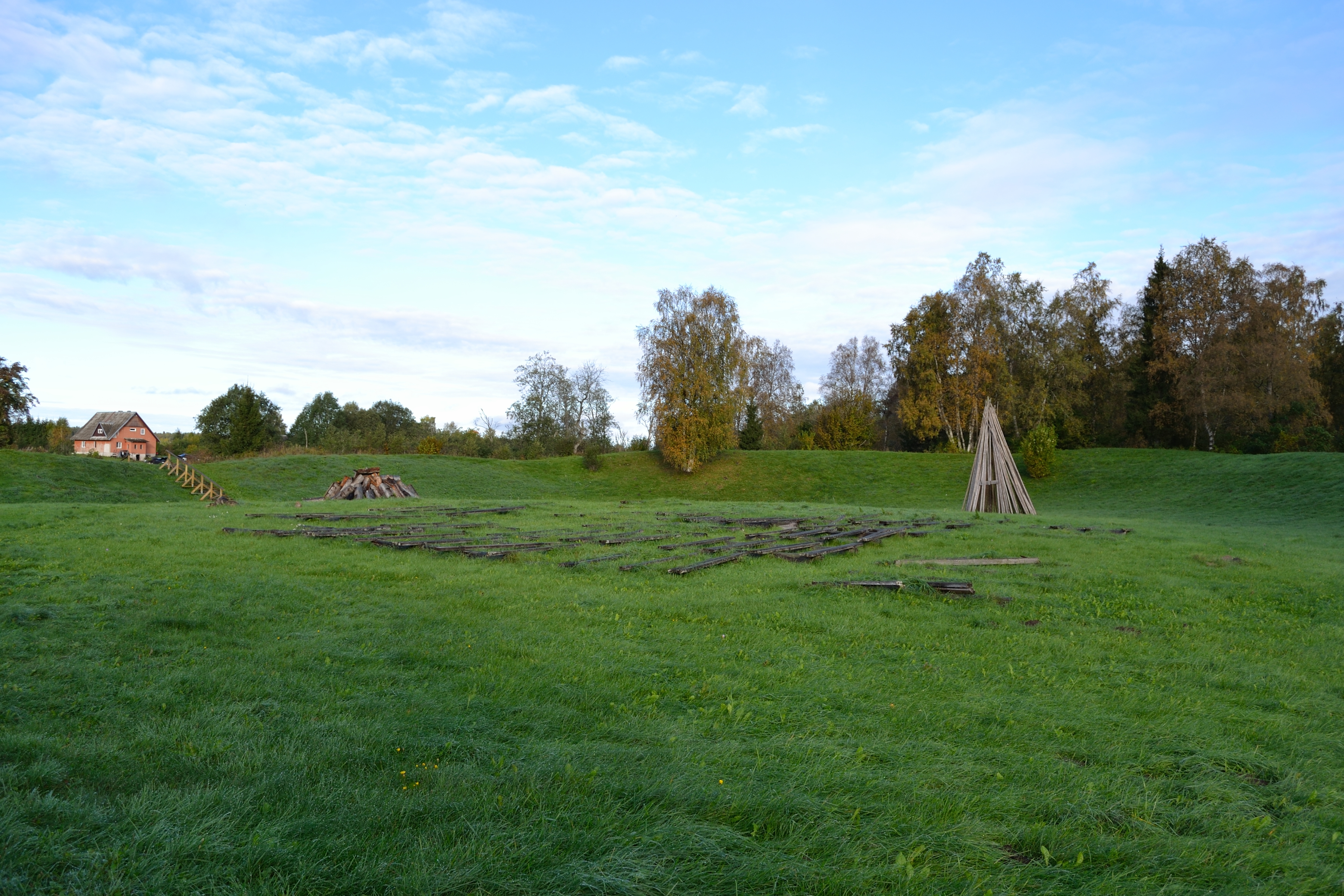
Das ehemalige Gelände der Festung Lohu heute

Bekannt ist Lohu vor allem als Ort von zwei vorzeitlichen Burgen der heidnischen Esten diesseits und jenseits des Flusses. Die größere wurde auch Lohu Jaanilinn („Johannisfeste Lohu“) genannt. Sie war eine der zentralen Festungen des 12. und 13. Jahrhunderts, als das heidnische Estland durch die im Baltikum vorrückende katholische Kreuzzugsbewegung erobert wurde.
Der Burghof war im Norden, Westen und Osten von einem etwa 300 Meter langen und sechs Meter hohen hufeisenförmigen Wall geschützt. Der Zugang zur Burg lag im Nordosten. Der Chronist Heinrich von Lettland erwähnt den Ort unter der Bezeichnung castrum Lone.
Zwar konnten die christlichen Eroberer von Riga kommend im Winter 1220 den Ort Lohu unter ihre Gewalt bringen; die Festung der Esten fiel allerdings erst 1224 nach einer zweiwöchigen Belagerung.
Die kleinere und ältere der beiden vorzeitlichen Burgen stammt nach archäologischen Funden vermutlich aus dem 10. und 11. Jahrhundert und liegt etwas weiter südlich. Vielleicht war sie eine Vorburg der späteren größeren Festung.

## Gut Lohu

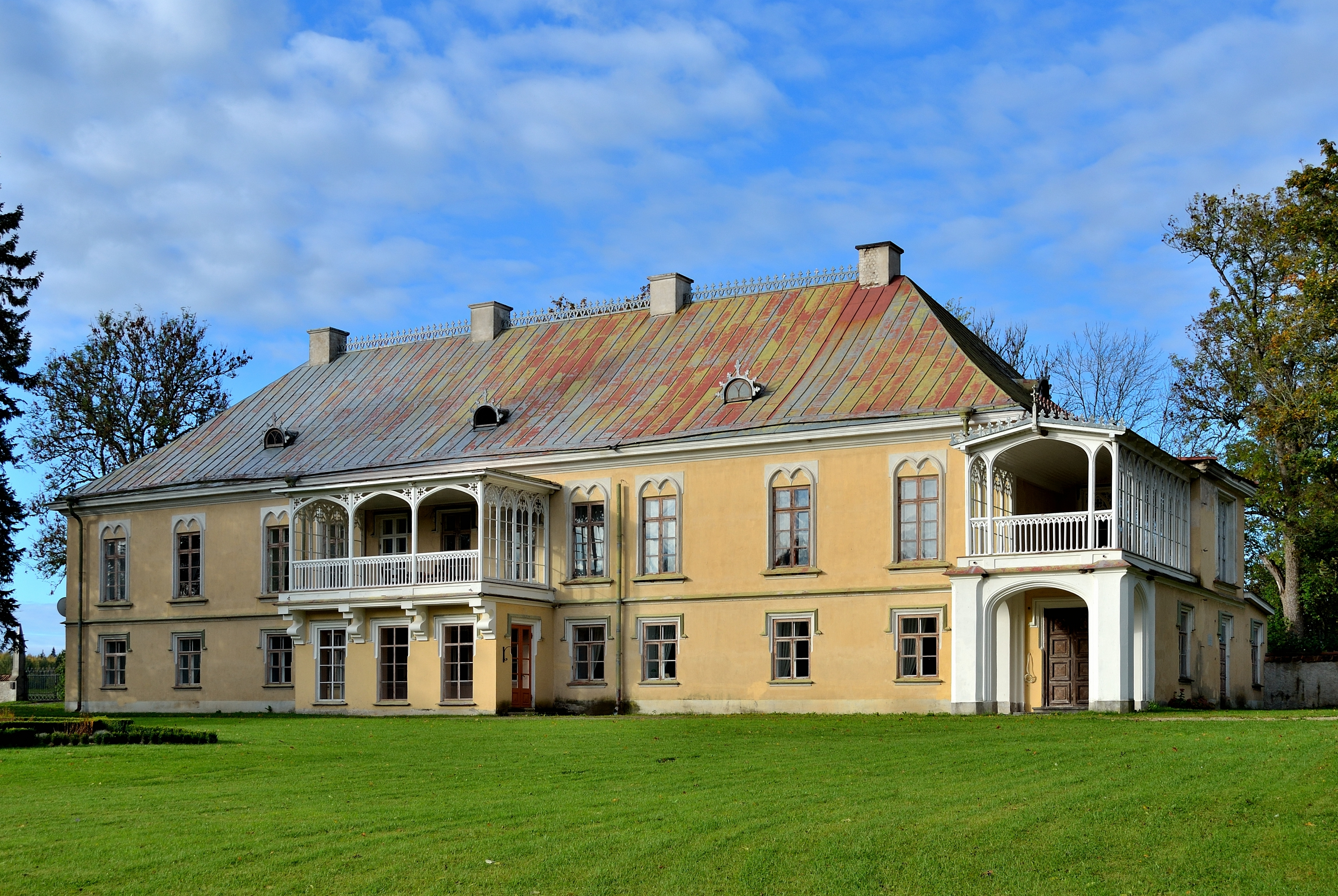
Herrenhaus des ehemaligen Guts von Lohu

Etwa einen Kilometer südlich des Orts der ehemaligen Festungen liegt das historische Gutshaus von Lohu (Lohu mõis). Es steht heute im Privatbesitz, nachdem es während der sowjetischen Besetzung Estlands als Bürogebäude einer Kolchose diente. Das Gut selbst ist seit dem Jahr 1620 dokumentiert. Im 17. Jahrhundert war das Herrenhaus noch aus Holz. Erst in der ersten Hälfte des 18. Jahrhunderts ließ der Gutsherr ein Herrenhaus aus Stein errichten, das später als Verwaltergebäude diente. 1780 wurde ein neues Herrenhaus fertiggestellt, das im letzten Viertel des 19. Jahrhunderts im neogotischen Stil umgestaltet wurde.
Bekannt war das Herrenhaus vor allem für seine Inneneinrichtung: 1791 malte Gottlieb Christian Welté die Wände mit Naturmotiven und antiken Mythen prachtvoll aus. Später waren dort 1825 erworbene französische Bildteppiche mit Motiven des Don Quijote angebracht, die sich heute im Estnischen Geschichtsmuseum in Tallinn befinden. Sie stammen wahrscheinlich aus der Werkstatt von Jacquemart & Bernard.
Den barocken, neun Hektar großen Park des Guts legte Ende des 19. Jahrhunderts der Gartenarchitekt Georg Kuphaldt an. Aus der zweiten Hälfte des 19. Jahrhunderts stammen eine Wassermühle und die 1890 erbaute Schnapsfabrik.